# Pluskwiaki różnoskrzydłe

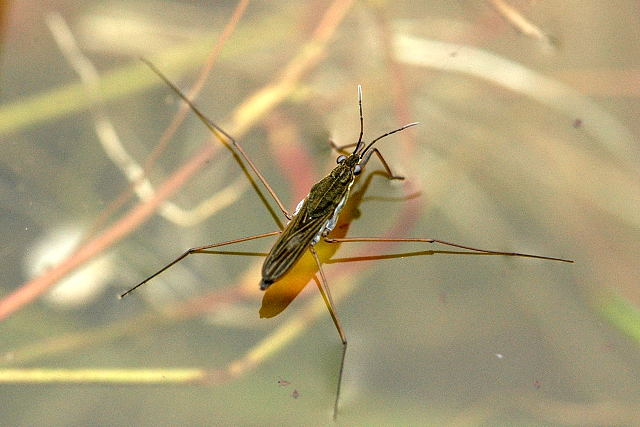
Gerris lacustris z rodziny nartnikowatych

Pluskwiaki różnoskrzydłe, pluskwiaki nierównoskrzydłe (Heteroptera) – podrząd owadów z rzędu pluskwiaków, do niedawna klasyfikowany również w randze osobnego rzędu. Cechą charakterystyczną przedstawicieli jest obecność półpokryw. Przechodzą przeobrażenie niezupełne. Podrząd obejmuje formy zarówno lądowe, jak i wodne, licząc ponad 42 tysiące opisanych gatunków.

## Budowa
Ciało mają owalne lub wydłużone, zazwyczaj spłaszczone grzbieto-brzusznie. Przeciętnie osiągają od 5 do 20 mm, ale formy tropikalne mogą przekraczać 100 mm długości.

### Głowa
Głowa jest prognatyczna lub hipognatyczna, wyposażona w aparat gębowy typu kłująco-ssącego (hemipteroidalny). Aparat ten charakteryzuje się wargą dolną przekształconą w pochewkę dla czterech szczeci kłujących – u większości Heteroptera tworzy ona cztero- lub trójczłonowaną rurkę. U podkorowych gatunków grzybożernych szczeci kłujące w stanie spoczynku zwinięte są spiralnie wewnątrz głowy (np. korowcowate) lub w rozszerzeniu drugiego członu wargi dolnej (np. pawężowate). Na głowie obecne są oczy złożone, a u wielu dorosłych także przyoczka. Czułki złożone są z trzonka, nóżki i zwykle 2-3 członowego biczyka (w sumie mają od 2 do 5 członów). Cechą wyróżniającą Heteroptera spośród innych podrzędów pluskwiaków jest obecność płytki gardzielowej (gula), która zamyka od spodu puszkę głowową, zwiększając ruchliwość rostrum (kłujki).

### Tułów
Przedplecze jest często silnie rozwinięte i szerokie. W przedniej części często zwęża się obrączkowato. Może być opatrzone kolcami, żeberkami, blaszkami lub pęcherzykami. U wielu gatunków znajduje się na śródpleczu dobrze rozwinięta tarczka, widoczna od góry jako trójkąt między skrzydłami. U tarczówkowatych przykrywać może ona cały odwłok. Występują dwie pary skrzydeł, choć u niektórych przedstawicieli mogą być różnie skrócone, a nawet całkowicie uwstecznione. Pierwsza para skrzydeł tworzy charakterystyczne dla tej grupy półpokrywy (hemielytrae), złożone z twardej części nasadowej i błoniastej wierzchołkowej. Wyróżnia się w ich obrębie przykrywkę, bruzdę klawalną, międzykrywkę, zakrywkę, a niekiedy także klinik i wstawkę. Tylne skrzydła są błoniaste. Odnóża najczęściej są bieżne, ale przednie mogą być chwytne, grzebne lub zagarniające, a tylne skoczne lub pływne. Charakterystyczną cechą dorosłych, lądowych Heteroptera jest obecność gruczołów zapachowych na zatułowiu, które wydzielają substancje o mocnym zapachu, działające odstraszająco.

### Odwłok
Odwłok 10-segmentowy, przy czym u samic trzy, a u samców dwa ostatnie stanowią segmenty genitalne i są różnorodnie zmodyfikowane. Na segmentach niegenitalnych występują często, obok sternitów i tergitów, także laterotergity i laterosternity tworzące razem connexivum, boczną blaszkę odwłoka. U większości form młodocianych w środkowym odcinku odwłoka znajdują się odstraszające gruczoły zapachowe w liczbie 1–4. U wielu gatunków występują w odwłoku gruczoły woskowe.
Na rejon terminalny samców składają się: pigofer zawierający edeagus (złożony z fallobazy i endosomy) i paramery (u dziubałkowatych tylko jedną), proktiger, czyli tuba analna, a niekiedy także tuba obejmująca pigofer, powstała z VIII segmentu. U samic sternity VIII i IX tworzą pokładełko.
| |  |  |
| Budowa tarczówki w widoku brzusznym, bocznym i grzbietowym. |  |  |
| Legenda. A: głowa; B: tułów; C: odwłok 1: pazurek; 2: stopa; 3: goleń; 4: udo; 5: krętarz; 6: biodro; 7: śródpiersie; 8: oko złożone; 9: czułek; 10: nadustek; 11: warga górna; 12: bukula; 13: antennifer; 14: gula; 15: rostrum, kłujka (warga dolna); 16: propleura; 17: mesopleura; 18: ujście gruczołów zapachowych zatułowia; 19: ewaporatorium; 20: metapleura; 21: urosternit; 22: przetchlinki odwłokowe; 23: laterotergit; 24: gonapofizy; 25: przedplecze; 26: tarczka; 27: międzykrywka; 28: przykrywka; 29: wstawka; 30: zakrywka. |  |  |

## Biologia i ekologia

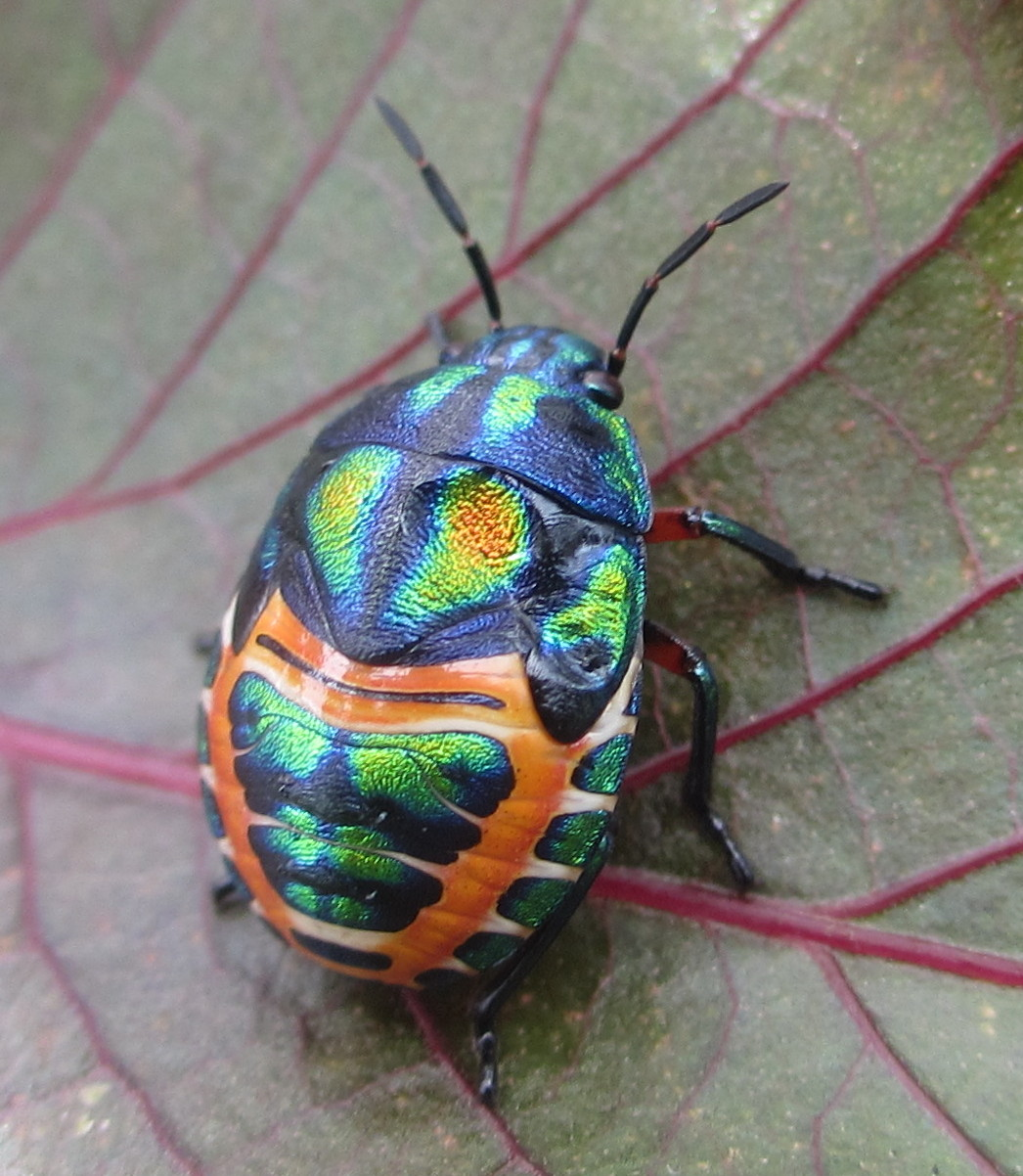
Nimfa Calidea dregii

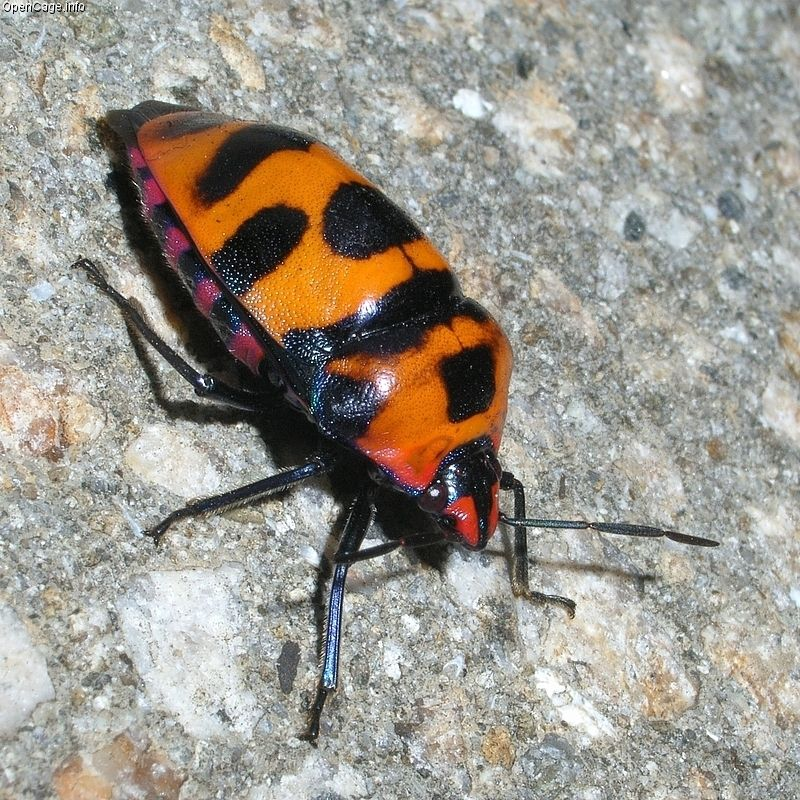
Eucorysses grandis

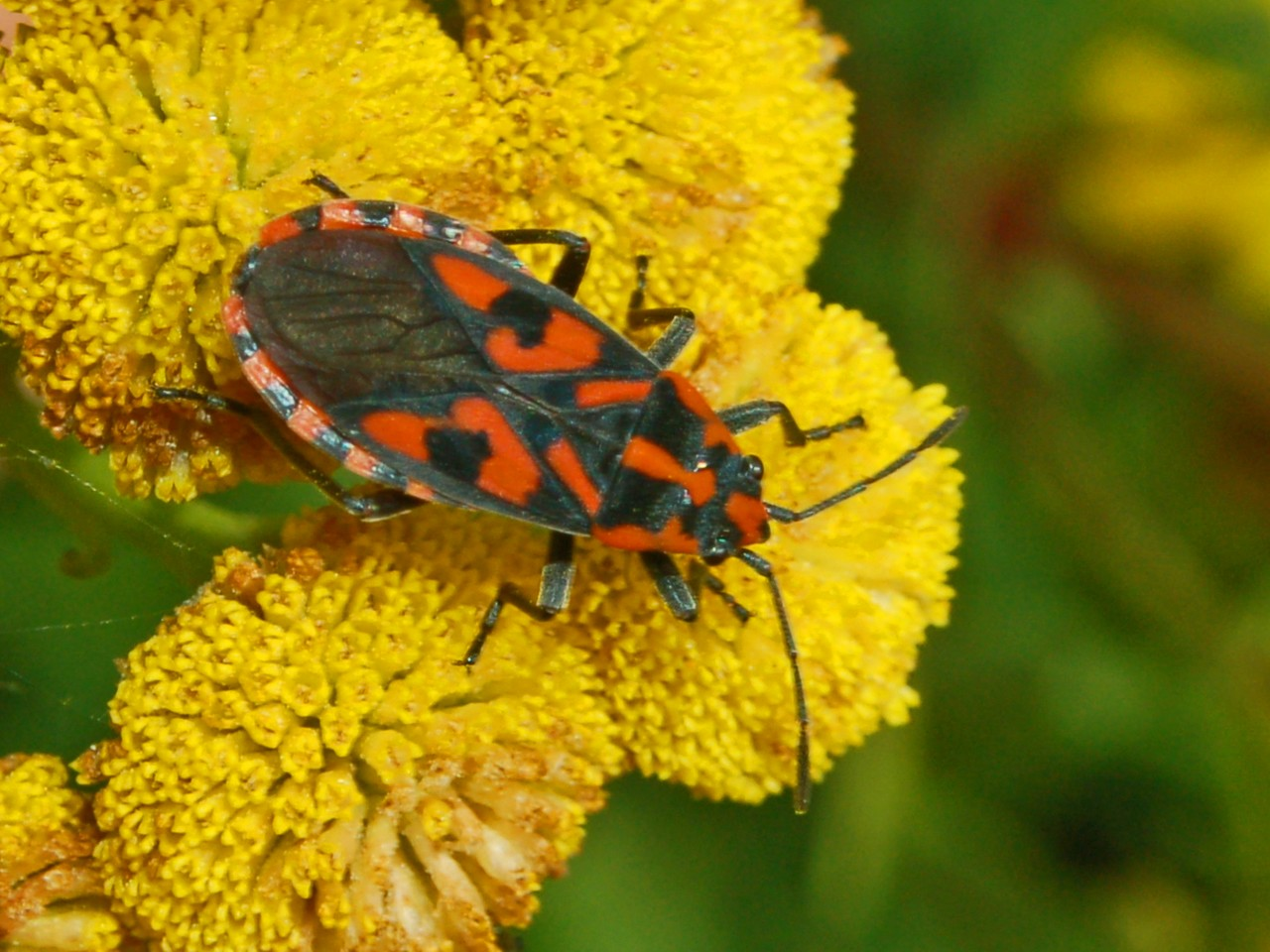
Spilostethus saxatilis z rodziny zwińcowatych

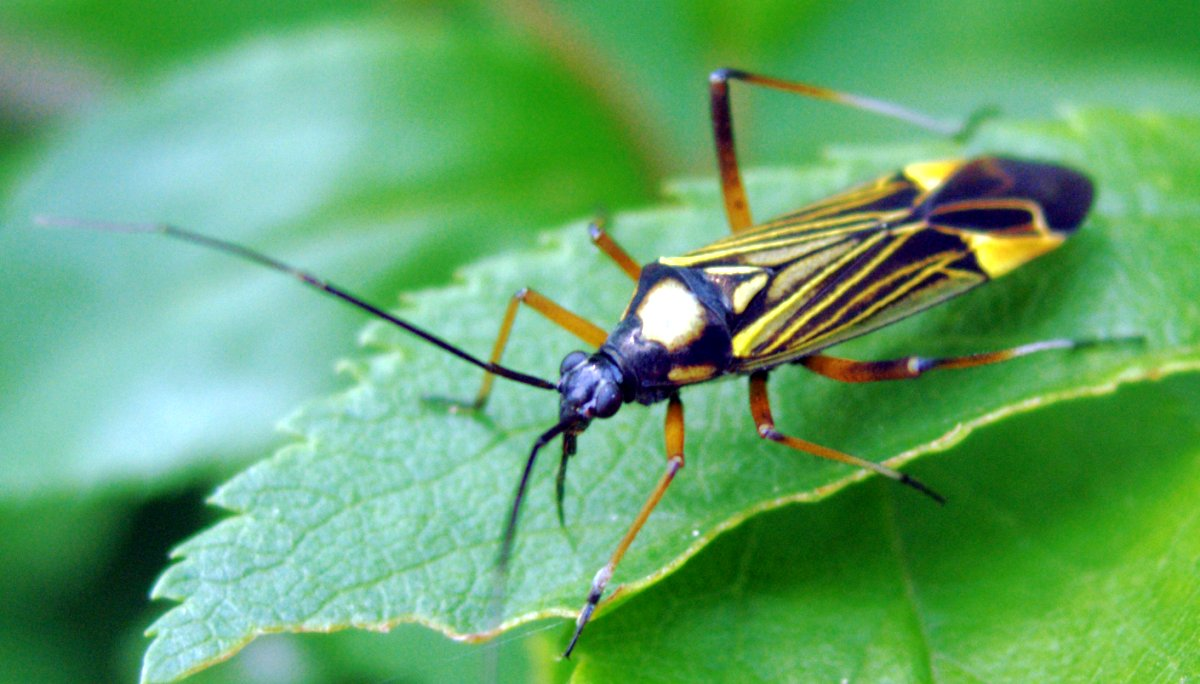
Miris striatus z rodziny tasznikowatych

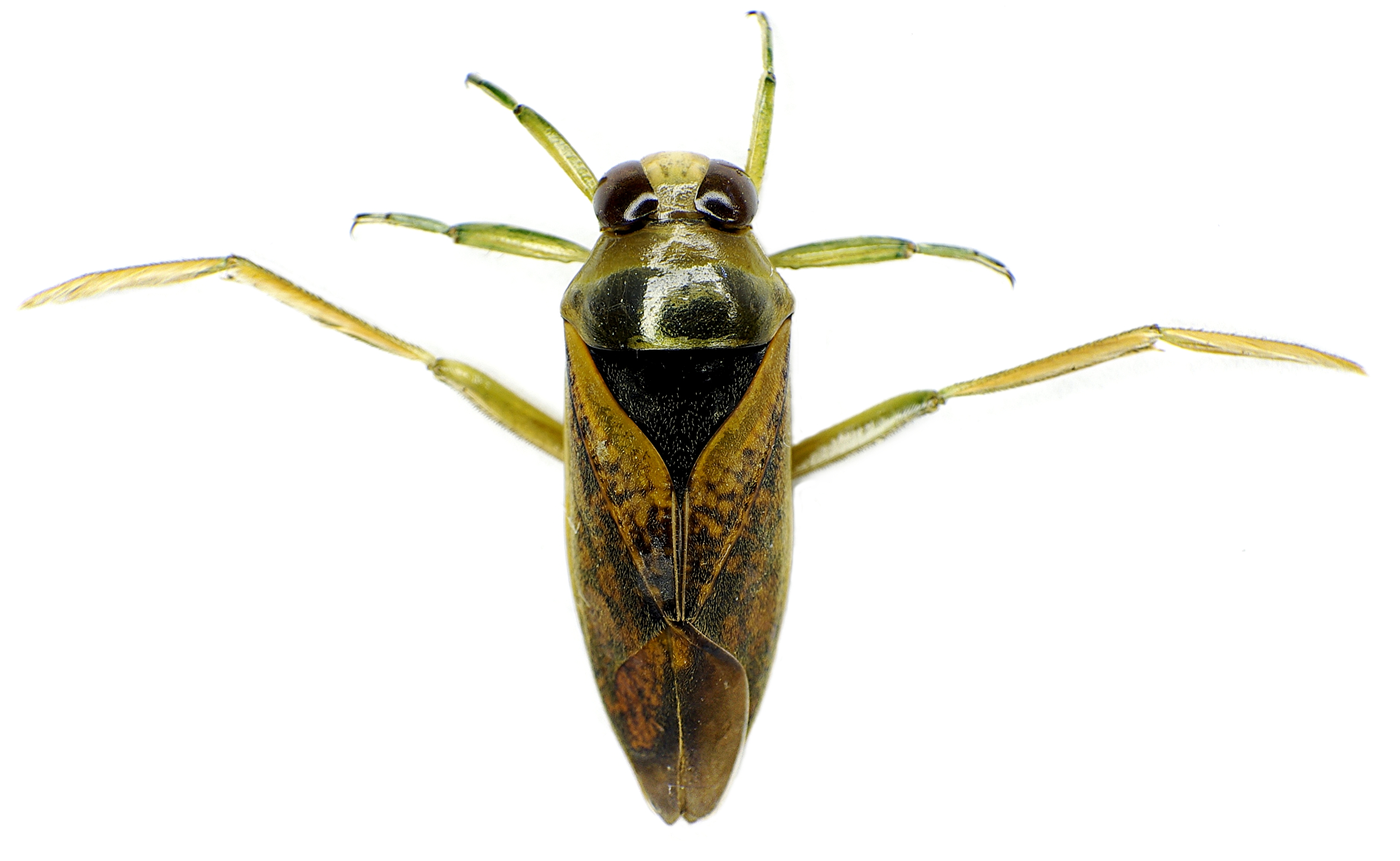
Notonecta maculata z rodziny pluskolcowatych

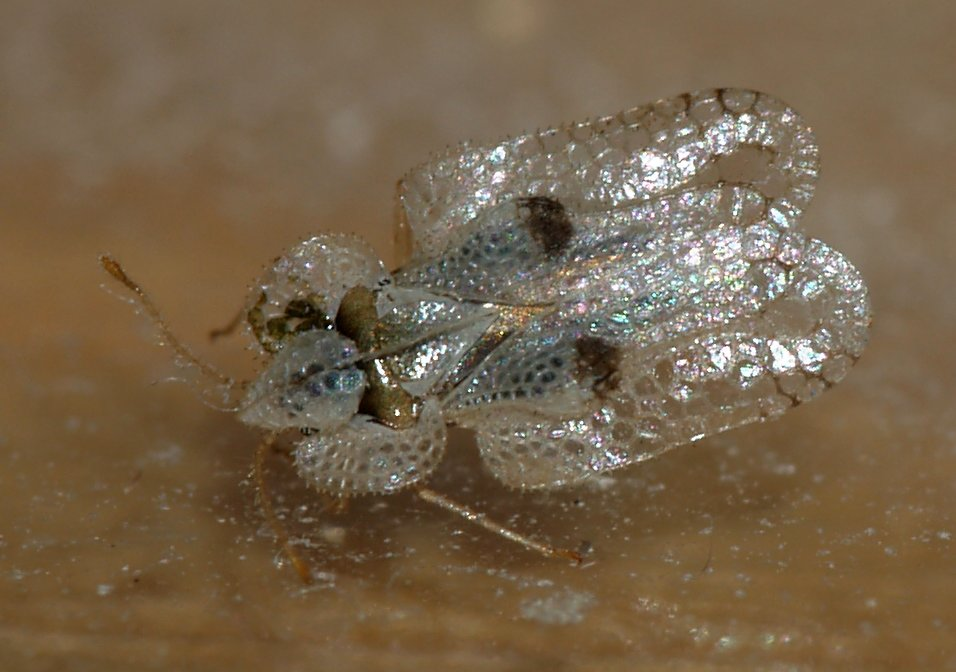
Prześwietlik platanowy z rodziny prześwietlikowatych

### Bioakustyka
Wiele gatunków potrafi wydawać dźwięki (strydulacja). Najczęściej występuje mechanizm „brzeg półpokrywy – udo tylnego odnóża”, rzadziej „tylne skrzydło – plectrum”, a u zajadkowatych „koniec kłujki – żeberkowany rowek przedpiersia”.

### Biologia rozrodu i rozwoju
Rozmnażanie z zapłodnieniem wewnętrznym, u Cimicomorpha występuje zaplemnienie hemoceliczne. U wielu gatunków występuje opieka rodzicielska nad jajami, a czasem także nimfami.
Występuje rozwój pozazarodkowy z przeobrażeniem niezupełnym. Obecnych jest 4-5 stadiów larwalnych, podobnych do imago, lecz mniejszych, określanych jako nimfy. Wraz z kolejnymi stadiami stopniowo rozwijają się skrzydła.

### Pokarm
Większość gatunków to fitofagi ssące sok roślinny. Pentatomomorpha żerując wkuwają się bezpośrednio do łyka, zaś Cimicomorpha nacinają wiele sąsiadujących komórek, wprowadzając do tkanek pektynazę co powoduje ich macerację. Poza fitofagami w grupie tej znajdują się także grzybożercy, drapieżniki, padlinożercy oraz ssące krew pasożyty ptaków, ssaków i stawonogów. Gatunki drapieżne również pobierają pokarm w formie płynnej, wysysając płyny ustrojowe upolowanych ofiar.

### Siedlisko
Zasiedlają szerokie spektrum środowisk: od roślin lasów, łąk i pól przez ptasie gniazda, ssacze nory, miejsca pod korą i kamieniami, ściółkę i glebę po wody słodkie, a nawet słone wody morskie (przedstawiciele rodzaju Halobates z rodziny nartnikowatych (Gerridae) to jedyne owady zasiedlające strefę otwartego morza). Stanowią jedyną, obok chrząszczy grupę owadów, w której występują formy przechodzące w wodzie cały cykl życiowy. Gatunki związane ze środowiskiem wodnym zamieszkiwać mogą powierzchnię, toń, jak i dno różnych typów zbiorników wodnych i cieków. Formy krwiopijne, jak pluskwa domowa, zasiedlają również ludzkie siedziby.

## Systematyka
Według publikacji z 2009 roku liczba opisanych gatunków pluskwiaków różnoskrzydłych wynosi około 42 347 i należą one do 5819 rodzajów. Spośród nich 8350 gatunków występuje w Palearktyce, w tym 800-1000 zamieszkuje Europę Środkową, a około 740 występuje w Polsce. W dawniejszych systemach traktowane były jako rząd i dzielone na podrzędy: Gymnocerata i Cryptocerata. Współcześnie dzieli się ten podrząd na siedem infrarzędów. Część autorów wydziela jeszcze Aradomorpha jako ósmy, ale pogląd ten budzi kontrowersje. Podział systematyczny do rangi nadrodziny przedstawia się następująco:
- infrarząd: Dipsocoromorpha
- infrarząd: Enicocephalomorpha
- infrarząd: Gerromorpha – pluskwiaki półwodne
  - nadrodzina: Gerroidea
  - nadrodzina: Hebroidea
  - nadrodzina: Hydrometroidea
  - nadrodzina: Mesovelioidea
- infrarząd: Leptopodomorpha
  - nadrodzina: Leptopodoidea
  - nadrodzina: Saldoidea
- infrarząd: Nepomorpha – pluskwiaki wodne właściwe
  - nadrodzina: Corixoidea
  - nadrodzina: Naucoroidea
  - nadrodzina: Nepoidea
  - nadrodzina: Notonectoidea
  - nadrodzina: Ochteroidea
- infrarząd: Cimicomorpha
  - nadrodzina: Cimicoidea
  - nadrodzina: Joppeicoidea
  - nadrodzina: Microphysoidea
  - nadrodzina: Miroidea
  - nadrodzina: Naboidea
  - nadrodzina: Reduvioidea
  - nadrodzina: Velocipedoidea
- infrarząd: Pentatomomorpha
  - nadrodzina: Aradoidea
  - nadrodzina: Coreoidea
  - nadrodzina: Lygaeoidea
  - nadrodzina: Pentatomoidea – tarczówki
  - nadrodzina: Pyrrhocoroidea